# Orehovica (żupania krapińsko-zagorska)
Orehovica – wieś w Chorwacji, w żupanii krapińsko-zagorskiej, w gminie Bedekovčina. W 2011 roku liczyła 237 mieszkańców.